# Czubacz garbonosy
Czubacz garbonosy (Mitu mitu) – gatunek dużego ptaka z rodziny czubaczy (Cracidae). Endemit Brazylii. Uznany za wymarły na wolności.
Systematyka i wczesne obserwacjePo raz pierwszy wspomniany w wydanej pośmiertnie w 1648 publikacji Georga Marggrafa, który napotkał go na terenie obecnego brazylijskiego stanu Pernambuco. W 1766 gatunek został opisany naukowo przez Linneusza, nadał on mu nazwę Crax mitu. Obecnie umieszczany w rodzaju Mitu. Od czasów odkrycia ptak nie był obserwowany przez ponad trzy wieki, przez co przez wiele lat kwestionowano jego istnienie jako osobnego gatunku i utożsamiano go z podobnym czubaczem brzytwodziobym (Mitu tuberosum), po raz pierwszy opisanym naukowo w 1825. W 1951 ponownie odkryto go w stanie Alagoas. Jeszcze przez pewien czas nie było zgody wśród autorów co do systematyki tego taksonu – jedni uznawali M. mitu za osobny gatunek, inni traktowali M. mitu i M. tuberosum jako podgatunki tego samego gatunku, a niektórzy nadal uznawali je za identyczne.
WyglądUpierzenie w większości błyszcząco czarne, z kasztanowato ubarwionym brzuchem i podogoniem oraz szeroką białą przepaską na końcu ogona. Czubek czarny, dziób czerwony, górna połowa z charakterystycznym wysokim grzebieniem. Długość ciała – 89 cm.
Zasięg, środowiskoPierwotnie Ameryka Południowa – nizinne lasy pierwotne wschodniego wybrzeża Brazylii.
ZachowanieZwykle spotykany w stadach, na ziemi; zaniepokojony wzlatuje na drzewa. Na wolności ptaki odżywiały się owocami roślin Phyllanthus, Eugenia i Hancornia speciosa (tzw. mangabeira). Samice w niewoli w jednym lęgu składają 2–3 jaja. Najmłodsza samica, która przystąpiła do rozrodu miała 2 lata.
StatusObecnie gatunek uznany za wymarły na wolności. Ostatniego osobnika w stanie dzikim obserwowano i zabito w 1984. Możliwe, że niektóre przetrwały do 1987 lub 1988. Ocalała w niewoli populacja została w dużym stopniu skrzyżowana z czubaczem brzytwodziobym (Mitu tuberosum) i pozostało tylko kilkadziesiąt ptaków czystej krwi. Gatunek jest podtrzymywany, ale rozmnaża się tylko w dwóch prywatnych ptaszarniach, głównie ze względu na długotrwałe wątpliwości co do jego odrębności. Planuje się reintrodukcję tego gatunku.